# Минерва, Франко
Франко Минерва (исп. Franco Minerva; родился 31 января 2006) — аргентинский футболист, вингер клуба «Платенсе» (Висенте-Лопес).

## Клубная карьера
Уроженец Буэнос-Айреса, Франко начал играть в футбол в академии «Баби де Парке Час», а в возрасте 10 лет присоединился к футбольной академии клуба «Платенсе» (Висенте-Лопес). В январе 2024 года подписал с клубом свой первый профессиональный контракт. 15 июня 2024 года дебютировал в основном составе «Платенсе» в матче аргентинской Примеры против «Тальереса», отличившись забитым мячом.